# Redfield Records
Redfield Records ist ein deutsches Musiklabel, das 2001 in Haan-Gruiten bei Düsseldorf gegründet wurde. Es ist spezialisiert auf die Bereiche Hardcore, Emo und Indie-Rock.

## Geschichte
Im Jahr 2004 wurde der Verlag Redfield Publishing gegründet und 2008 Edition Redfield Records beim Hamburger ROBA Musikverlag. Im gleichen Jahr veröffentlichte das Label einmalig ein Album in der Mai-Ausgabe des Magazins Visions: Cum Grano Salis der Band Fire in the Attic. Die Auflage des Magazins betrug 87.000, es erschien zwei Tage vor dem eigentlichen Veröffentlichungstermin des Albums. Das Label veröffentlichte zusätzlich eine Deluxe-Version als Doppel-CD und eine limitierte Vinyl-LP.
Der Vertrieb der Veröffentlichungen erfolgt weltweit. Zu den Vertriebspartnern gehören u. a. Plastic Head Distribution in Großbritannien und Mystic Production in Polen.
Im Februar 2013 gründete das Label mit Redfield Digital ein Tochterlabel, das speziell auf digitale Musik ausgerichtet ist. Für die Veröffentlichungen ist The Orchard zuständig.
Im Jahr 2014 stieg mit  dem Album We Are the Mess von Electric Callboy erstmals ein Album des Labels in die deutschen Charts ein. Im September des gleichen Jahres gelang dies auch My Longest Way Home, dem Debütalbum von Any Given Day. Im Dezember 2021 erreichte das Album Wir ham ne Fahne der Frog Bog Dosenband in der Veröffentlichungswoche Platz 23 der deutschen Charts.
Redfield Records ist Mitglied im Verband unabhängiger Tonträgerunternehmen, Musikverlage und Musikproduzenten (VUT).

## Bands

### Redfield Records

#### Aktiv (Auswahl)
- Alex Mofa Gang
- TYNA
- Any Given Day
- A Traitor Like Judas
- Alex Amsterdam
- Burning Down Alaska
- Breathe Atlantis[3]
- The Disaster Area
- Eye Sea I[4][5] (Estland)
- Flash Forward
- Frog Bog Dosenband
- His Statue Falls
- Me in a Million
- Mutiny on the Bounty (Luxemburg)
- Scarred by Beauty (Dänemark)
- Schrammen
- Taped (Liechtenstein)
- Vitja[6]
- Watch Out Stampede[7]

#### Ehemalig (Auswahl)
- Abandon All Ships (Kanada)
- Alias Caylon
- Crash My DeVille
- Das Pack
- Electric Callboy
- Face Tomorrow (Niederlande)
- Fire in the Attic
- Heroes & Zeros (Norwegen)
- John Coffey (Niederlande)
- Kmpfsprt
- Lower Than Atlantis (Großbritannien)
- Narziss
- Parachutes
- Social Suicide (Norwegen)
- Texas in July (Vereinigte Staaten)
- Textures (Niederlande)
- The Blackout Argument
- Trip Fontaine
- We Butter the Bread with Butter
- We Came as Romans (Vereinigte Staaten)

### Redfield Digital

#### Aktiv (Auswahl)
- Flash Forward
- Taped (Liechtenstein)